# Стасенас, Робертас
Робертас Стасенас (лит. Robertas Stasėnas, род. 13 января 1951, Утена) — литовский архитектор.

## Биография
В 1974 году окончил Художественный институт Литовской ССР. До 1990 года работал в Институте проектирования городского строительства в Вильнюсе (руководитель группы), в 1990—1992 годах — в институте «Летпроектас» (Lietprojektas), в 1992—2009 годах работал в компании Jungtinės architektų dirbtuvės («Объединённые архитектурные мастерские»).

## Проекты

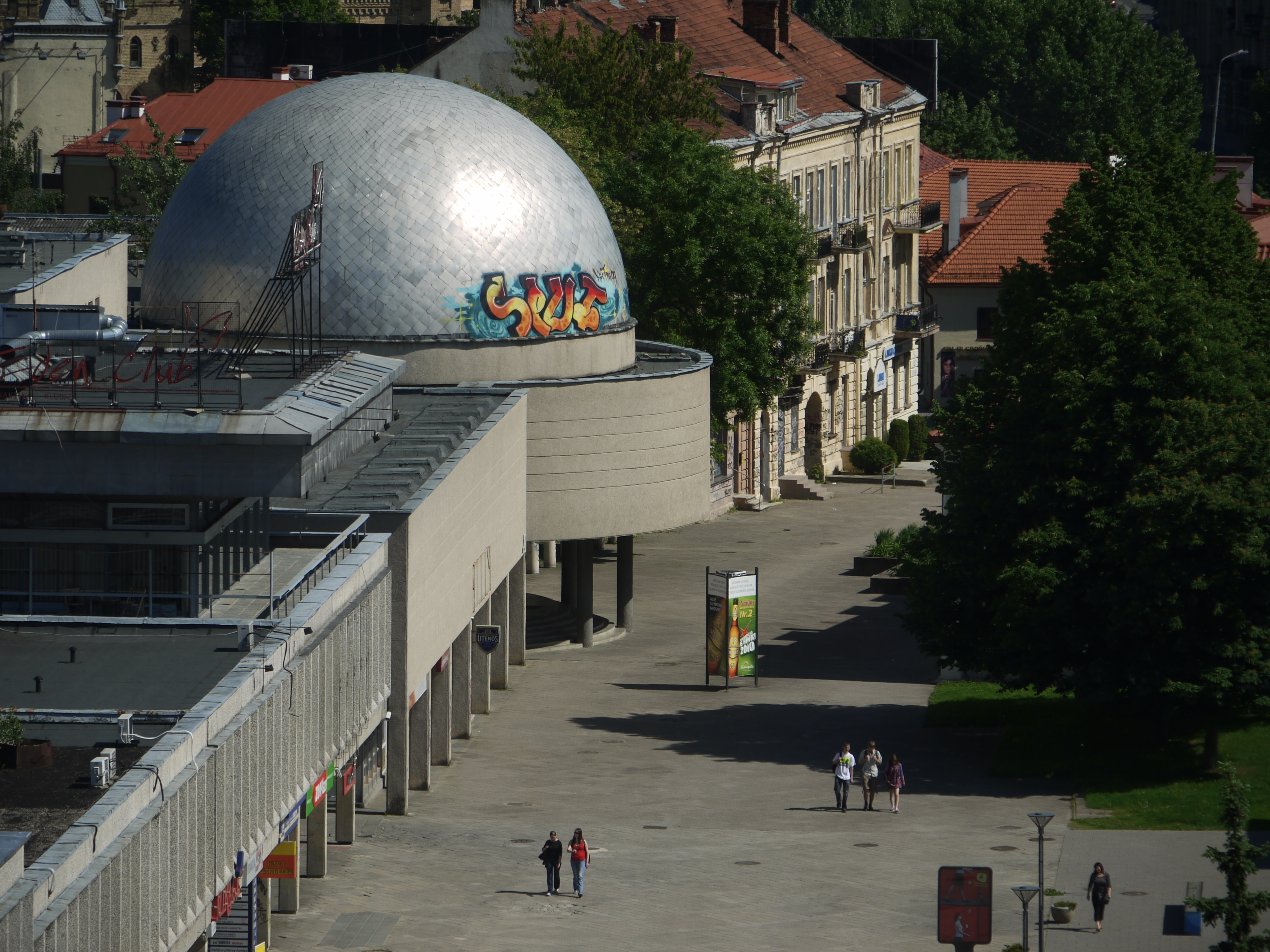
Планетарий

Важнейшие проекты реализованы в Вильнюсе. К ним относятся
- здание Сейма Литовской Республики (включая интерьеры и благоустройство территории), совместно с Альгимантасом и Витаутасом Насвитисами (1981—1985)
- здание планетария на проспекте Конституцийос (1987)
- детальный план набережной правого берега Нерис (совместно с архитектором Альгимантасом Насвитисом, 1990)
- проекты многоквартирных домов на улицах З. Серакауско (1999), М. К. Чюрлёнё (2003), квартала в Северном городке (2006).

Также является автором проектов жилых многоквартирных домов в Каунасе на улице Укмяргес (2005) и проспекте Сукилелю (2006).
Подготовил проекты реконструкций гребной базы «Динамо» на улице Жирмуну в Вильнюсе (совместно с Йокубасом Фишерисом и Гинтаутасом Бальке; 1996), казарм на улице М. Пацо (совместно с архитектором Паулиной Куликаусене; 2003), магазина „Maxima“ на улице Жирмуну и детского профилактория „Pušynas“ (2004). Автор проектов реконструкции учебного центра полиции в Тракай (2003).
Один из авторов проекта Национального стадиона в Шешкине (совместно с Альгимантасом Насвитисом, Ричардасом Криштапавичюсом, Йонасом Лекисом; 1988—2008).